# Championnat d'Écosse de football 1950-1951
Navigation
Édition précédente Édition suivante
La 54e édition du championnat d'Écosse de football est remportée par le Hibernian Football Club. C’est le 3e titre de champion du club de Édimbourg. Ils gagnent avec dix points d’avance sur le Rangers FC.  Dundee FC complète le podium.
Le système de promotion/relégation reste en place: descente et montée automatique, sans matchs de barrage pour les deux derniers de première division et les deux premiers de deuxième division. Clyde FC et Falkirk FC descendent en deuxième division. Ils sont remplacés pour la saison 1951/52 par Queen of the South et Stirling Albion FC.
Avec 22 buts marqués en 30 matchs,  Lawrie Reilly de l’Hibernian Football Club remporte pour la première fois le titre de meilleur buteur du championnat.

## Les clubs de l'édition 1950-1951
| Club                              | Ville      |
| --------------------------------- | ---------- |
| Aberdeen Football Club            | Aberdeen   |
| Airdrieonians Football Club       | Airdrie    |
| Celtic Football Club              | Glasgow    |
| Clyde Football Club               | Glasgow    |
| Dundee Football Club              | Dundee     |
| East Fife Football Club           | Methil     |
| Falkirk Football Club             | Falkirk    |
| Greenock Morton Football Club     | Greenock   |
| Heart of Midlothian Football Club | Édimbourg  |
| Hibernian Football Club           | Leith      |
| Motherwell Football Club          | Motherwell |
| Partick Thistle Football Club     | Glasgow    |
| Raith Rovers Football Club        | Kirkcaldy  |
| Rangers Football Club             | Glasgow    |
| Saint Mirren Football Club        | Paisley    |
| Third Lanark Athletic Club        | Glasgow    |

## Compétition

### Classement
Le classement est établi sur le barème de points classique (victoire à 2 points, match nul à 1, défaite à 0).
| Rang | Équipe              | Pts | J  | G  | N | P  | Bp | Bc | Diff |
| ---- | ------------------- | --- | -- | -- | - | -- | -- | -- | ---- |
| 1    | Hibernian FC        | 48  | 30 | 22 | 4 | 4  | 78 | 26 | +52  |
| 2    | Rangers FC T        | 38  | 30 | 17 | 4 | 9  | 64 | 37 | +27  |
| 3    | Dundee FC           | 38  | 30 | 15 | 8 | 7  | 47 | 30 | +17  |
| 4    | Heart of Midlothian | 37  | 30 | 16 | 5 | 9  | 72 | 45 | +27  |
| 5    | Aberdeen FC         | 35  | 30 | 15 | 5 | 10 | 61 | 50 | +11  |
| 6    | Partick Thistle FC  | 33  | 30 | 13 | 7 | 10 | 57 | 48 | +9   |
| 7    | Celtic FC C         | 29  | 30 | 12 | 5 | 13 | 48 | 46 | +2   |
| 8    | Raith Rovers        | 28  | 30 | 13 | 2 | 15 | 52 | 52 | 0    |
| 9    | Motherwell FC       | 28  | 30 | 11 | 6 | 13 | 58 | 65 | -7   |
| 10   | East Fife           | 28  | 30 | 10 | 8 | 12 | 48 | 66 | -18  |
| 11   | Saint Mirren        | 25  | 30 | 9  | 7 | 14 | 35 | 51 | -16  |
| 12   | Greenock Morton P   | 24  | 30 | 10 | 4 | 16 | 47 | 59 | -12  |
| 13   | Third Lanark AC     | 24  | 30 | 11 | 2 | 17 | 40 | 51 | -11  |
| 14   | Airdrieonians P     | 24  | 30 | 10 | 4 | 16 | 52 | 67 | -15  |
| 15   | Clyde FC            | 23  | 30 | 8  | 7 | 15 | 37 | 57 | -20  |
| 16   | Falkirk FC          | 18  | 30 | 7  | 4 | 19 | 35 | 81 | -46  |

| Légende : Qualifications et relégations | Légende : Qualifications et relégations                           |
| --------------------------------------- | ----------------------------------------------------------------- |
|                                         | Champion d'Écosse                                                 |
|                                         | Relégation en deuxième division                                   |
|                                         | T : Tenant du titre C : Vainqueur de la Coupe d'Écosse P : Promus |

## Bilan de la saison
| Tableau d'Honneur                |              |
| Compétition                      | Vainqueur    |
| Championnat d'Écosse de football | Hibernian FC |
| Coupe d'Écosse de football       | Celtic FC    |

| Promotions et relégations |                                       |
| Promus                    | Queen of the South Stirling Albion FC |
| Relégués                  | Clyde FC Falkirk FC                   |

## Statistiques

### Meilleur buteur
1. Lawrie Reilly, Hibernian FC, 22 buts